# Beaucamps-Ligny

Beaucamps-Ligny este o comună în departamentul Nord, Franța. În 1 ianuarie 2022 avea o populație de 845 de locuitori.